# Zoophyt
Zoophyt ist eine veraltete Bezeichnung für ein wirbelloses Tier, das äußerlich einer Pflanze gleicht. Beispiele sind Seeanemone, Schwamm und Koralle. Der Begriff findet in der heutigen Wissenschaftssprache keine Verwendung mehr.
Solche Lebewesen wurden oft als typisches Beispiel für die Indeterminiertheit der Begriffe Tier und Pflanze angeführt, etwa in Friedrich Schleiermachers Dialektik (ed. Jonas, § 142), ähnlich wie etwa das Schnabeltier, das in dieser Funktion in einem Buchtitel Umberto Ecos auftritt.
Die Bezeichnung geht auf Edward Wotton (De differentiis animalium libri decem, 1552) zurück.